# Sockel 1150
Der Sockel 1150 (auch LGA1150 oder Sockel H3 genannt) ist ein Prozessorsockel für Intel-Desktop-Prozessoren mit Haswell- und auch Broadwell-Mikroarchitektur (z. B. die Prozessoren der 4. Intel-Core-i-Generation). Er unterstützt die Mainboard-Chipsätze Intel-8-Serie und Intel-9-Serie.
Eingeführt wurde der Sockel 1150 im Juni 2013.

## Serie 8-Chipsatz
(Quelle: )
|                                              |                                              | H81     | B85     | Q85     | Q87     | H87     | Z87                             |
| -------------------------------------------- | -------------------------------------------- | ------- | ------- | ------- | ------- | ------- | ------------------------------- |
| Übertaktung                                  | Übertaktung                                  | Nein    | Nein    | Nein    | Nein    | Nein    | Ja                              |
| CPU-Unterstützung                            | CPU-Unterstützung                            | Haswell | Haswell | Haswell | Haswell | Haswell | Haswell                         |
| Speicherunterstützung                        | RAM                                          | DDR3    | DDR3    | DDR3    | DDR3    | DDR3    | DDR3                            |
| Speicherunterstützung                        | ECC                                          | Nein    | Nein    | Nein    | Nein    | Nein    | Nein                            |
| Maximale Anzahl DIMM-Steckplätze             | Maximale Anzahl DIMM-Steckplätze             | 2       | 4       | 4       | 4       | 4       | 4                               |
| USB 2.0-Anschlüsse                           | USB 2.0-Anschlüsse                           | 8       | 8       | 8       | 10      | 8       | 8                               |
| USB 3.0-Anschlüsse                           | USB 3.0-Anschlüsse                           | 2       | 4       | 6       | 4       | 6       | 6                               |
| SATA 3-Gbit/s-Anschlüsse                     | SATA 3-Gbit/s-Anschlüsse                     | 2       | 2       | 0       | 2       | 0       | 0                               |
| SATA 6-Gbit/s-Anschlüsse                     | SATA 6-Gbit/s-Anschlüsse                     | 2       | 4       | 6       | 4       | 6       | 6                               |
| PCIe-Unterstützung (maximal)                 | 3.0 (CPU)                                    | -       | 1×16    | 1×16    | 1×16    | 1×16    | 1×16 oder 2×8 oder 1×8 oder 2×4 |
| PCIe-Unterstützung (maximal)                 | 2.0 (CPU)                                    | 1×16    | -       | -       | -       | -       | -                               |
| PCIe-Unterstützung (maximal)                 | 2.0 (PCH)                                    | 6       | 8       | 8       | 8       | 8       | 8                               |
| Unterstützte Bildschirme                     | Unterstützte Bildschirme                     | 2       | 3       | 3       | 3       | 3       | 3                               |
| RAID-Unterstützung                           | RAID-Unterstützung                           | Nein    | Nein    | Nein    | Nein    | Nein    | Nein                            |
| Intel-Rapid-Storage-Technologie              | Intel-Rapid-Storage-Technologie              | Nein    | Nein    | Nein    | Ja      | Ja      | Ja                              |
| Intel-Smart-Response-Technologie             | Intel-Smart-Response-Technologie             | Nein    | Nein    | Nein    | Ja      | Ja      | Ja                              |
| Intel-Anti-Theft-Technologie                 | Intel-Anti-Theft-Technologie                 | Ja      | Ja      | Ja      | Ja      | Ja      | Ja                              |
| Intel-Trusted-Execution und vPro-Technologie | Intel-Trusted-Execution und vPro-Technologie | Nein    | Nein    | Nein    | Nein    | Ja      | Nein                            |
| Maximale Verlustleistung TDP                 | Maximale Verlustleistung TDP                 | 4,1 W   | 4,1 W   | 4,1 W   | 4,1 W   | 4,1 W   | 4,1 W                           |
| Fertigungsprozess                            | Fertigungsprozess                            | 32 nm   | 32 nm   | 32 nm   | 32 nm   | 32 nm   | 32 nm                           |
| Markteinführung                              | Markteinführung                              | Q3 2013 | Q2 2013 | Q2 2013 | Q2 2013 | Q2 2013 | Q2 2013                         |

## Serie 9-Chipsatz
(Quelle: )
|                                              |                                              | H97                   | Z97                             |
| -------------------------------------------- | -------------------------------------------- | --------------------- | ------------------------------- |
| Übertaktung                                  | Übertaktung                                  | Nein                  | Ja                              |
| CPU-Unterstützung                            | CPU-Unterstützung                            | Haswell und Broadwell | Haswell und Broadwell           |
| Speicherunterstützung                        | RAM                                          | DDR3                  | DDR3                            |
| Speicherunterstützung                        | ECC                                          | Nein                  | Nein                            |
| Maximale Anzahl DIMM-Steckplätze             | Maximale Anzahl DIMM-Steckplätze             | 4                     | 4                               |
| USB 2.0-Anschlüsse                           | USB 2.0-Anschlüsse                           | 8                     | 8                               |
| USB 3.0-Anschlüsse                           | USB 3.0-Anschlüsse                           | 6                     | 6                               |
| SATA 3-Gbit/s-Anschlüsse                     | SATA 3-Gbit/s-Anschlüsse                     | 0                     | 0                               |
| SATA 6-Gbit/s-Anschlüsse                     | SATA 6-Gbit/s-Anschlüsse                     | 6                     | 6                               |
| PCIe-Unterstützung (maximal)                 | 3.0 (CPU)                                    | 1×16                  | 1×16 oder 2×8 oder 1×8 oder 2×4 |
| PCIe-Unterstützung (maximal)                 | 2.0 (PCH)                                    | 8                     | 8                               |
| Unterstützte Bildschirme                     | Unterstützte Bildschirme                     | 3                     | 3                               |
| RAID-Unterstützung                           | RAID-Unterstützung                           | Nein                  | Nein                            |
| Intel-Rapid-Storage-Technologie              | Intel-Rapid-Storage-Technologie              | Ja                    | Ja                              |
| Intel-Smart-Response-Technologie             | Intel-Smart-Response-Technologie             | Ja                    | Ja                              |
| Intel-Trusted-Execution und vPro-Technologie | Intel-Trusted-Execution und vPro-Technologie | -                     | -                               |
| Maximale Verlustleistung TDP                 | Maximale Verlustleistung TDP                 | 4,1 W                 | 4,1 W                           |
| Fertigungsprozess                            | Fertigungsprozess                            | 32 nm                 | 32 nm                           |
| Markteinführung                              | Markteinführung                              | Q2 2014               | Q2 2014                         |